# رون إليس (كاتب)
رون إليس (بالإنجليزية: Ron Ellis)‏ هو منتج أفلام وكاتب ومخرج أمريكي، ولد في القرن العشرين.

## وصلات خارجية
- رون إليس على موقع IMDb (الإنجليزية)
- رون إليس على موقع أول موفي (الإنجليزية)
- رون إليس على موقع قاعدة بيانات الفيلم (الإنجليزية)
- رون إليس على موقع كينوبويسك (الروسية)